# Trzęsak

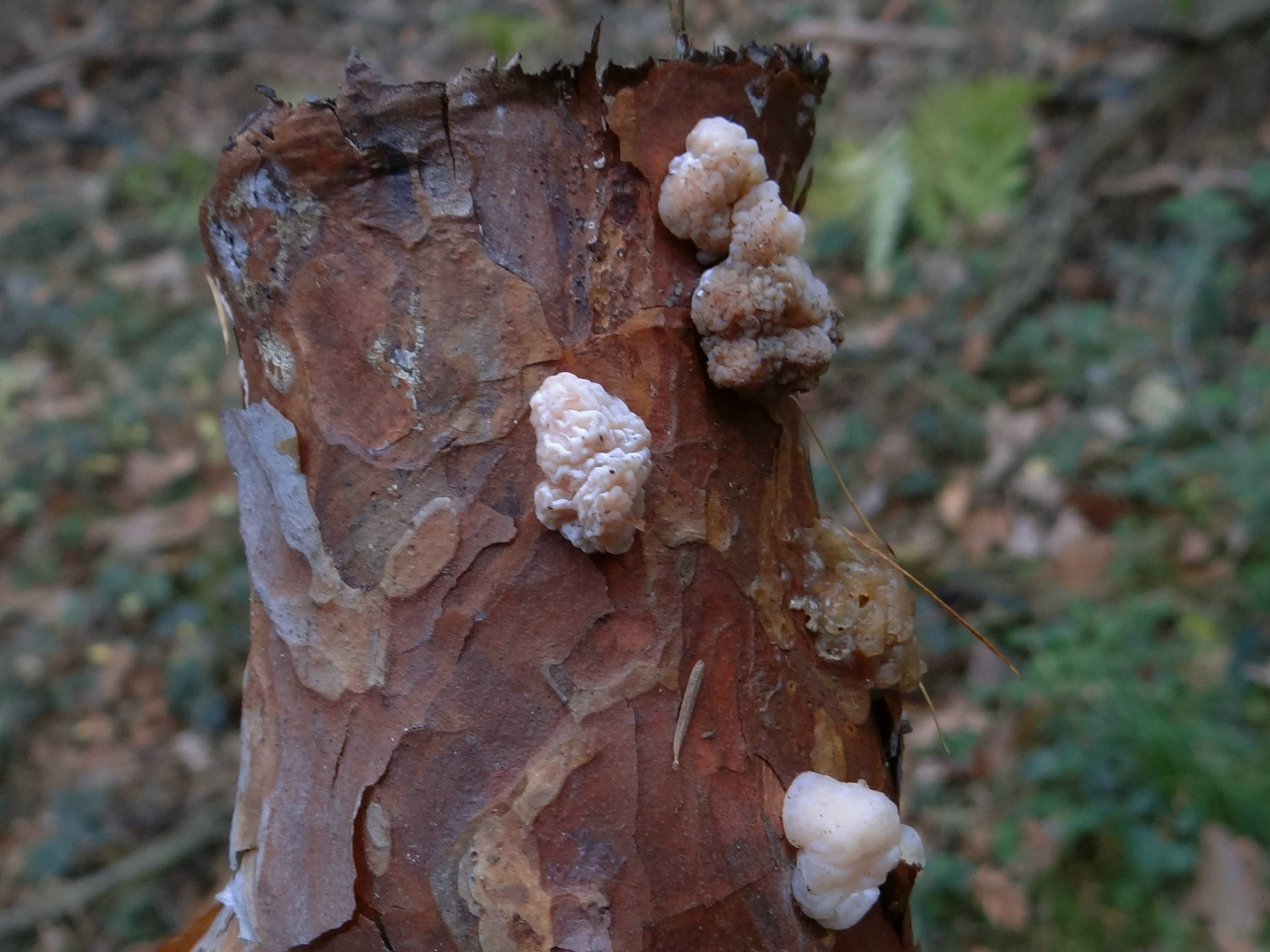
Trzęsak mózgowaty

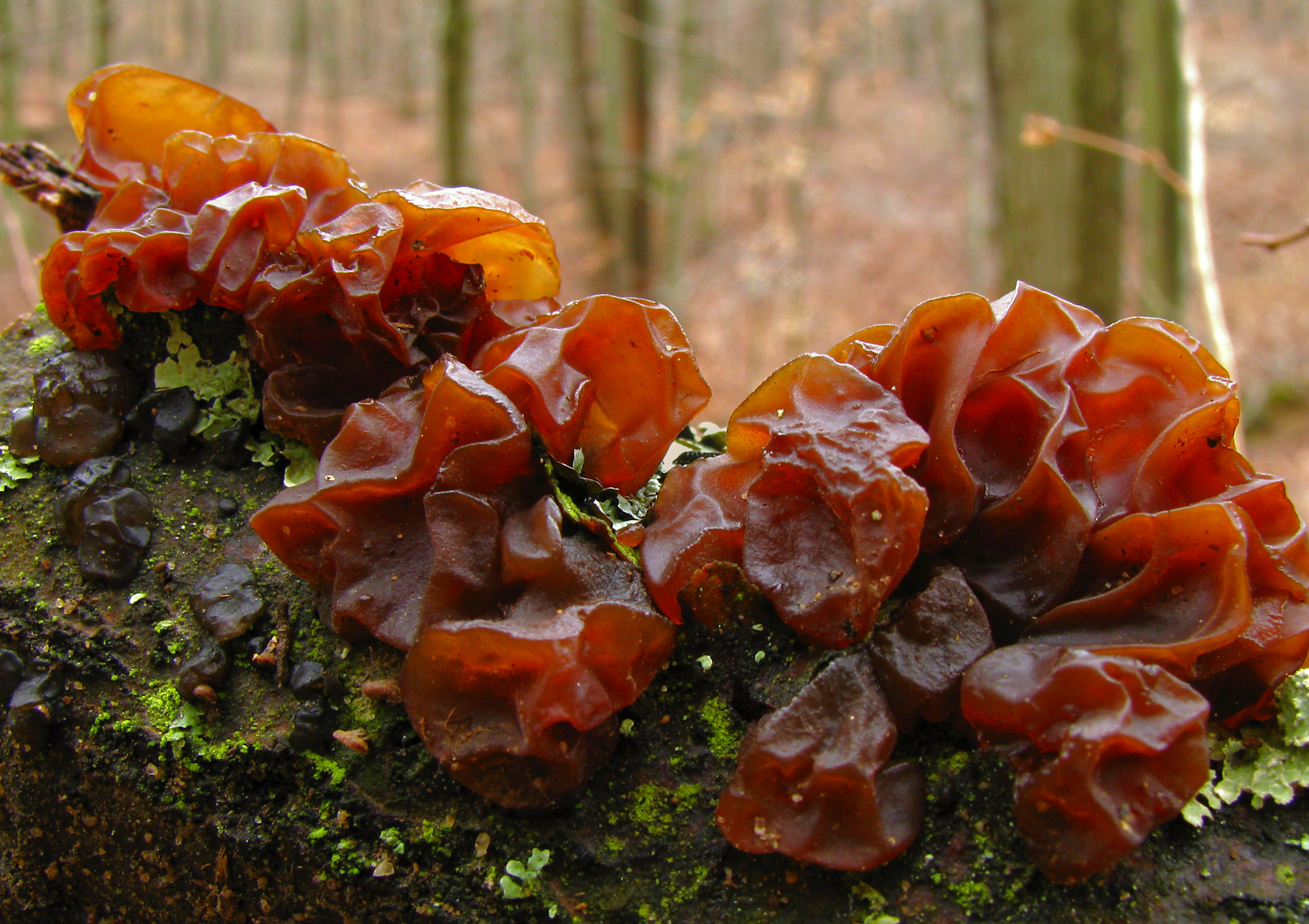
Trzęsak listkowaty

Tremella Pers. (trzęsak) – rodzaj grzybów z rodziny trzęsakowatych (Tremellaceae). W Europie występuje około 25 gatunków, w Polsce kilkanaście.

## Charakterystyka
Niektóre gatunki to nadrzewne grzyby saprotroficzne porastające drewno, przeważnie opadłe gałęzie, ale większość to grzyby nagrzybne i grzyby naporostowe.
Owocniki klapowane, kuliste, nieregularnie kępiaste, fałdzisto powyginane, kryzowate, często przypominające zwoje mózgowe, szeroko przyrośnięte do podstawy. Grzyby tremelloidalne o konsystencji przejściowo miękkawo-galaretowatej, rzadko z twardym miąższem, po zaschnięciu stają się rogowate. Cała powierzchnia pokryta hymenium. Trzęsak listkowaty (Tremella foliacea) może mieć nawet 20 cm średnicy, ale większość tych grzybów jest raczej mała (kilka cm). Grzybnia w stanie wilgotnym jest błyszcząca i gładka.
Charakterystyczna jest zdolność trzęsaków do kurczenia się podczas wysychania i ponownego pęcznienia przy dostatecznej wilgotności. Niektóre gatunki w ogóle nie wytwarzają owocników, lecz występują w owocnikach innych grzybów w postaci strzępek grzybni i podstawek. Dzięki jaskrawym kolorom łatwo te grzyby rozpoznać.
Miąższ galaretowaty w różnych kolorach, miękki i przeświecający, z wiekiem rozpływa się w bezkształtną masę. Wysyp zarodników biały, nieamyloidalny. Zarodniki okrągławo-eliptyczne, gładkie, bez pory rostkowej. Podstawki podzielone wzdłuż przegrodami, z czterema palcowatymi sterygmami. Często występuje stadium bezpłciowe (anamorfa), u którego komórki konidiotwórcze wytwarzają pojedyncze konidia, konidia w wiązkach lub asterokonidia.
Powodują białą zgniliznę drewna. Głównie spotyka się je na martwym drewnie drzew liściastych (np. buka, klonu, brzozy, czeremchy), ale także na iglastych. Mogą także pasożytować na innych grzybach (np. trzęsak mózgowaty (Tremella encephala) jest pasożytem grzybni skórnika krwawiącego (Stereum sanguinolentum), z którym współwystępuje na martwym drewnie drzew iglastych – najczęściej na niezbyt grubych gałęziach sosnowych). Owocniki pojawiają się przez cały rok, najczęściej w okresach wilgotnych, na jesieni, w zimie i wiosną.
Trzęsaki są nieszkodliwe, jednak uważane są za niejadalne. Nie odznaczają się żadnym smakiem ani zapachem, poza tym ich galaretowata konsystencja nie zachęca do konsumpcji.

## Systematyka i nazewnictwo
Pozycja w klasyfikacji według Index Fungorum: Tremellaceae, Tremellales, Incertae sedis, Tremellomycetes, Agaricomycotina, Basidiomycota, Fungi.
Synonimy naukowe: Dermatangium, Encephalium, Epidochium Fr., Gelatina Raf., Gyraria Nees, Hepataria Raf., Hormomyces Bonord., Lindauopsis Zahlbr., Nakaiomyces Kobayasi, Tremella Dill. ex L., Tremella.
Polską nazwę podał K. Zaleski ze współautorami w 1948 r. W polskim piśmiennictwie mykologicznym rodzaj ten opisywany był też jako trzęsidło, móżdżak i kisielec.
Gatunki występujące w Polsce
- Tremella cladoniae Diederich & M.S. Christ. 1996 – trzęsak chrobotkowy
- Tremella coppinsii Diederich & G. Marson 1988[6]
- Tremella encephala Willd. 1785 – trzęsak mózgowaty
- Tremella exigua Desm. 1847 – trzęsak czarnozielony
- Tremella globispora D.A. Reid 1970 – trzęsak kulistozarodnikowy
- Tremella hypocenomyces Diederich 1996[6]
- Tremella hypogymniae Diederich & M.S. Christ. 1996 – trzęsak pustułkowy
- Tremella indecorata Sommerf. 1826 – trzęsak szpetny
- Tremella lichenicola Diederich 1986 – trzęsak naporostowy. t. grzybikowy
- Tremella mesenterica Retz. 1769 – trzęsak pomarańczowożółty
- Tremella moriformis Berk. 1836 – trzęsak morwowaty
- Tremella obscura (L.S. Olive) M.P. Christ. 1954 – trzęsak łzawnikowy
- Tremella phaeophysciae Diederich & M.S. Christ. 1996 – trzęsak orzastowy
- Tremella ramalinae Diederich 1996 – trzęsak odnożycowy
- Tremella versicolor Berk. & Broome 1854[6]
- Tremella virescens Schumach. 1803 – trzęsak zieleniejący[7]

Nazwy naukowe na podstawie Index Fungorum. Wykaz gatunków i nazwy polskie według W. Wojewody, W. Fałtynowicza i innych.